# セルカニアス バレンシア

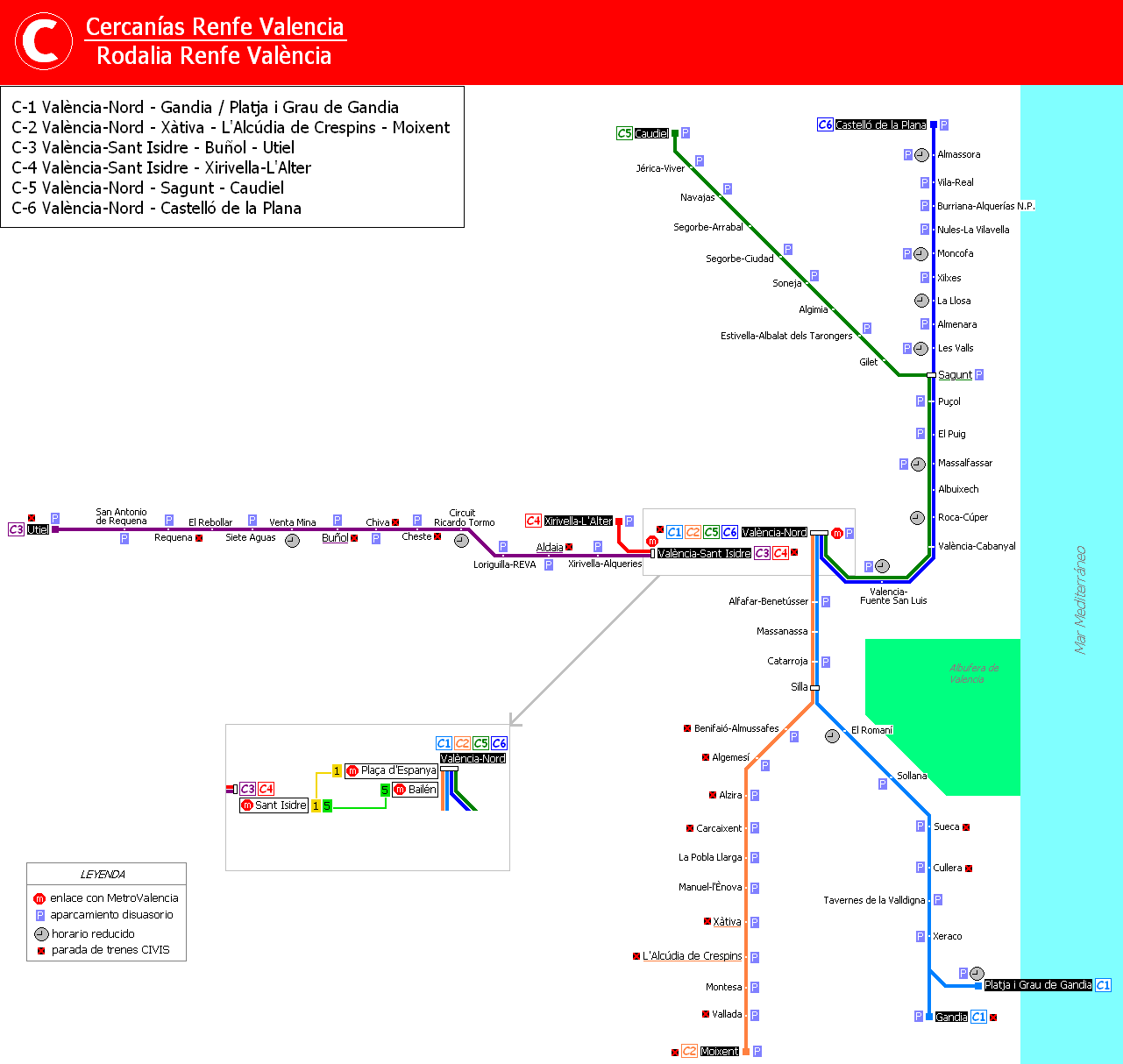
ネットワーク図

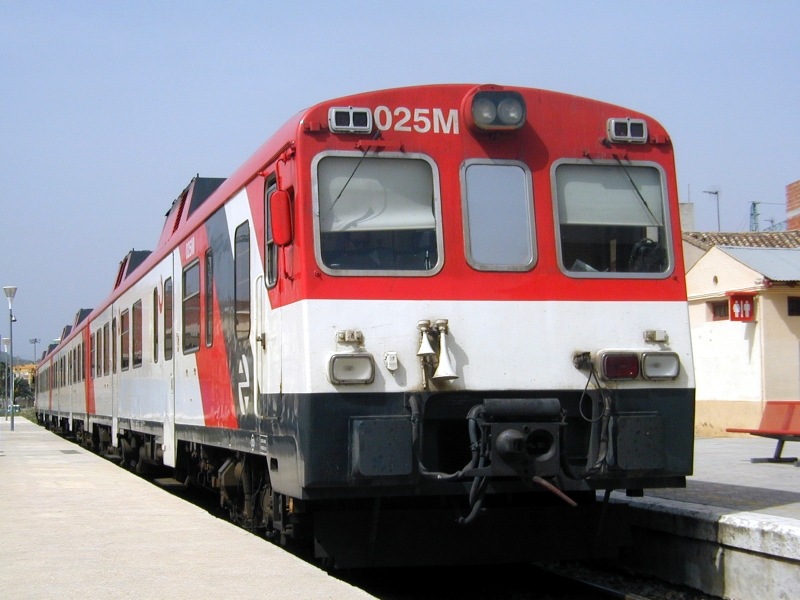
C-3、C-4、C-5の各線で運用されている592系気動車

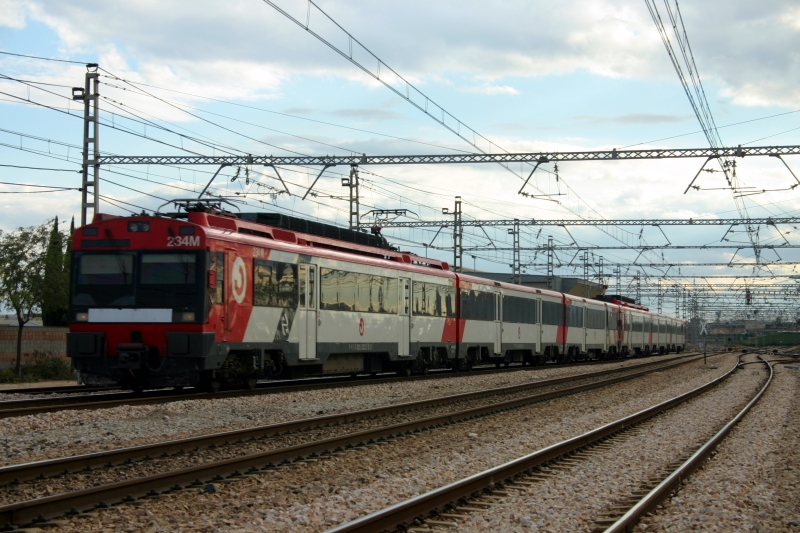
C-2、C-6線で時折運用されている440R系電車

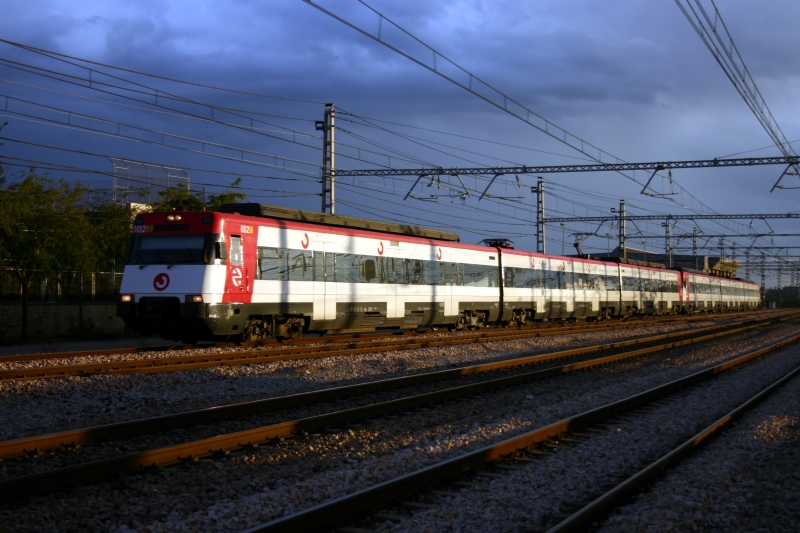
C-1、C-2、C-6の各線で運用されている447系電車

セルカニアス バレンシア（スペイン語：Cercanías Valencia、バレンシア語：Rodalia València）はバレンシア近郊でレンフェにより運行されるセルカニアスの名称であり、6路線252km、66駅から成っている。そのうち4路線はバレンシア北駅（València-Estació del Nord）を起点とし、残り2路線は2008年4月5日よりVara de Quartを改称したバレンシア・サント・イシドレ駅を暫定的な起点としている。どちらの駅も終端駅となっている。
北駅を発着する4路線は北駅から南へ向かい、その後C-5、C-6線は共に東へ向かいバレンシアから離れる。C-1、C-2線は分岐駅のシリャ（Silla）までそのまま南へ向かう。C-3、C-4線は暫定的なターミナル駅より西へと向かう。停車駅は異なるがC-5、C-6線は分岐駅のサグント（Sagunt）まで同一の線路を共用している。
路線網はADIFの路線網のうち以下の路線を利用する。
- 地中海回廊バレンシア - タラゴナ線　バレンシア北駅 - カステリョン・デ・ラ・プラナ駅（Castellón de la Plana）間（複線電化）
- 地中海回廊ラ・エンシナ（La Encina） - バレンシア線　バレンシア北駅 - モイセント駅（Moixent）間（バリャダ（Vallada） - ハティバ（Xàtiva）間単線（複線化による付け替え以前の旧線経由）を除いて全線複線電化。）
- シリャ - ガンディア（Gandía）線（クリェラ（Cullera）まで複線電化、以遠ガンディアまで単線電化）
  - ガンディア - グラオ（Grao）支線（単線電化）
- バレンシア - サラゴサ線　バレンシア北駅 - カウディエル駅（Caudiel）間（サグントまで複線電化、以遠単線非電化）
- マドリード - クエンカ - バレンシア線　バレンシア・サント・イシドレ駅 - ウティエル駅（Utiel）間（単線非電化）
  - ヒリベリャ・ラルテル（Xirivella-L'Alter）支線（かつてのバレンシア - リバロハ・デル・トゥリア（Ribarroja del Turia） - リリア（Liria）線の残存区間）（単線非電化）

## 路線と駅
| 色 | 路線 | 区間 | km |
| -- | ---- | --- | -- |
|    | C-1  | バレンシア北駅（València-Nord） - ガンディア（Gandia） / プラトハ・イ・グラウ・デ・ガンディア（Platja i Grau de Gandia） | 62 |
|    | C-2  | バレンシア北駅 - ハティバ（Xàtiva） - モイセント（Moixent）                                                              | 80 |
|    | C-3  | バレンシア・サント・イシドレ駅（València-Sant Isidre） - ブニョル（Buñol） - ウティエル（Utiel）                         | 84 |
|    | C-4  | バレンシア・サント・イシドレ駅 - ヒリベリャ・ラルテル（Xirivella-l'Alter）                                               | 2  |
|    | C-5  | バレンシア北駅 - カウディエル（Caudiel）                                                                                 | 72 |
|    | C-6  | バレンシア北駅 - カステリョン・デ・ラ・プラナ（Castellón de la Plana）                                                   | 70 |

### C-1
- バレンシア北駅（València-Nord）
- Alfafar-Benetússer
- Massanassa
- Catarroja
- シリャ（Silla）
- El Romaní
- Sollana
- スエカ（Sueca）
- クリェラ（Cullera）
- Tavernes de la Valldigna
- Xeraco
  - プラトハ・イ・グラウ・デ・ガンディア（Platja i Grau de Gandia）
- ガンディア（Gandía）

### C-2
- バレンシア北駅（València-Nord）
- Alfafar-Benetússer
- Massanassa
- Catarroja
- シリャ（Silla）
- Benifaió-Almussafes
- Algemesí
- Alzira
- Carcaixent
- La Pobla Llarga
- Manuel-l'Ènova
- ハティバ（Xàtiva）
- ラルクディア・デ・クレスピンス（l'Alcúdia de Crespins
- Montesa
- バリャダ（Vallada）
- モイセント（Moixent）

### C-3
- バレンシア・サント・イシドレ駅（València-Sant Isidre）
- Xirivella-Alqueries
- Aldaia
- Loriguilla-Reva
- Circuit Ricardo Tormo
- Cheste
- Chiva
- ブニョル（Buñol）
- Venta Mina
- Siete Aguas
- El Rebollar
- Requena
- San Antonio de Requena
- ウティエル（Utiel）

### C-4
- バレンシア・サント・イシドレ駅（València-Sant Isidre）
- ヒリベリャ・ラルテル（Xirivella-l'Alter）

### C-5
- バレンシア北駅（València-Nord）
- València-Cabanyal
- Puçol
- サグント（Sagunt）
- Gilet
- Estivella-Albalat dels Tarongers
- Algimia
- Soneja
- Segorbe-Ciudad
- Segorbe-Arrabal
- Navajas
- Jérica-Viver
- カウディエル（Caudiel）

### C-6
- バレンシア北駅（València-Nord）
- Valencia-Fuente San Luis
- València-Cabanyal
- Roca-Cúper
- Albuixech
- Massalfassar
- El Puig
- Puçol
- サグント（Sagunt）
- Les Valls
- Almenara
- La Llosa
- Xilxes
- Moncofa
- Nules-La Vilavella
- Burriana-Alquerías del Niño Perdido
- Vila-real
- Almassora
- カステリョン・デ・ラ・プラナ（Castellón de la Plana）

## CIVIS
CivisはC-4、C-5線を除く各路線で毎日運行されている快速列車である。一部の区間では片方向のみの運転であったり、上下で停車駅が異なる場合がある。C-3線において夕方のウティエル行1本のみの運行である他は、朝にバレンシアへ向かう列車と夕方にバレンシアを出発する列車が設定されている。 
C-1線のCIVISは途中、スエカ（Sueca）と、 この駅から各駅に停車する。
C-2線では郊外へ向かう列車はハティバ行きが3列車、ラルクディア・デ・クレスピンス行きが1列車設定され、途中、Benifaió-Almussafes、Algemesí、Alzira、Carcaixent、Xàtivaの各駅に停車する。バレンシアへ向かう列車はモイセント始発で途中、バリャダ、ラルクディア・デ・クレスピンス、ハティバ、Carcaixent、Alzira、Algemesí、Benifaió-Almussafesの各駅に停車する。
ウティエルへ向かうC-3線のCIVISは途中、Aldaia、Cheste、Chiva、ブニョル、Requenaに停車する。
C-6線では両方向とも、途中、València-Cabanyal、Puçol、サグント、Nules-La Vilavella、Vila-realに停車する。

## 使用車両
| 形式              | 路線            | 製造者         |
| ----------------- | --------------- | -------------- |
| 592系気動車       | C-3、C-4、C-5線 | Macosa-MTM     |
| 447系電車         | C-1、C-2、C-6線 | CAF-シーメンス |
| 464系電車 (Civia) | C-1線           | アルストム     |

## 関連記事
- セルカニアス
- レンフェ
- メトロバレンシア
- バレンシア公営鉄道